# FK Pardubice
FK Pardubice, a.s. (celým názvem: Fotbalový klub Pardubice a.s.) je český profesionální fotbalový klub, který sídlí v krajském městě Pardubicích. Tým hraje nejvyšší fotbalovou soutěž s názvem Chance Liga. Domácí stadion klubu je Letní stadion Arnošta Košťála (CFIG Aréna) s kapacitou 4620 diváků. Klubové barvy jsou červená a bílá.
V roce 2008 došlo ke sloučení FK Tesla Pardubice, FK Junior Pardubice a MFK Pardubice. Tento čin se považuje za konečné sloučení pardubické kopané.

## Historie
V sezóně 2009/10 postoupil tým pod vedením trenéra Martina Svědíka do ČFL , tedy třetí nejvyšší soutěže a o dva roky později postoupil do 2. fotbalové ligy. V ní se v premiérové sezóně umístil na výborném 7. místě a na jejím konci (po Svědíkově odchodu na lavičku Baníku Ostrava) se stal trenérem dosavadní trenér dorostu U19 Jiří Krejčí. V následující sezóně 2013/14 obsadil FK Pardubice 10. místo. V létě 2014 se stal hlavním trenérem týmu bývalý reprezentant a odchovanec VCHZ Pardubice Martin Hašek, po půl sezóně po dohodě skončil a k celku se vrátil předchozí kouč Jiří Krejčí, který jej následně vedl do 29. srpna 2022. V sezónách 2015/16 a 2016/17 spolu s trenérem Jaroslavem Míchalem, v sezóně 2017/18 s Jaroslavem Novotným. Dlouholetým kapitánem týmu je Jan Jeřábek.
V sezóně 2019/20 klub ovládl 2. fotbalovou ligu a zajistil si historický postup do Fortuna:Ligy. Kvůli nevyhovujícímu stadionu Pod Vinicí si ovšem musel najít na svou prvoligovou štaci azyl. Na začátku srpna 2020 bylo oznámeno, že Pardubice budou hrát svoje domácí utkání v Ďolíčku, domovském stadionu Bohemians Praha 1905.
Ve své první sezóně v nejvyšší soutěže se tým FK Pardubice umístil na sedmém místě tabulky. Ztráta pouhých 6 bodů na příčky zajišťující boj o pohárovou Evropu znamenala nejlepší výsledek v období pardubické moderní kopané. V následujícím ročníku ligy se celek po základní části umístil na předposledním místě tabulky. Skupinu o záchranu ale zakončil bez porážky, a to s bilancí 4 výher a 1 remízy. Obsadil tak celkové 11. místo. Sezónu 2022/2023 tým opět rozehrál v Ďolíčku. Dne 4. února se ale domácí zápasy navrátily do Pardubic. Zápas 18. kola proti SK Slavii Praha, první domácí po zimní přestávce, se odehrál v nově rekonstruované CFIG Aréně. Zcela vyprodaný stadion s kapacitou 4620 diváků sledoval prohru domácích 0:2.

## Umístění v jednotlivých sezonách
Stručný přehled
Zdroj: 
- 2008–2010: Divize C
- 2010–2012: Česká fotbalová liga
- 2012–2020: 2. česká fotbalová liga
- 2020– : Fortuna:Liga

Jednotlivé ročníky
Zdroj: 
Legenda: Z - zápasy, V - výhry, R - remízy, P - porážky, VG - vstřelené góly, OG - obdržené góly, +/- - rozdíl skóre, B - body, červené podbarvení - sestup, zelené podbarvení - postup, fialové podbarvení - reorganizace, změna skupiny či soutěže
| Česko (2008 – ) |                        |        |    |    |    |    |    |    |     |    |        |             |
| Sezóny          | Liga                   | Úroveň | Z  | V  | R  | P  | VG | OG | +/- | B  | Pozice | Český pohár |
| 2008/09         | Divize C               | 4      | 30 | 11 | 8  | 11 | 37 | 31 | +6  | 41 | 10.    | Předkolo    |
| 2009/10         | Divize C               | 4      | 30 | 25 | 3  | 2  | 70 | 16 | +54 | 78 | 1.     | 1. kolo     |
| 2010/11         | Česká fotbalová liga   | 3      | 34 | 18 | 7  | 9  | 61 | 27 | +34 | 61 | 3.     | 2. kolo     |
| 2011/12         | Česká fotbalová liga   | 3      | 34 | 21 | 5  | 8  | 81 | 32 | +49 | 68 | 2.     | 3. kolo     |
| 2012/13         | Fotbalová národní liga | 2      | 30 | 14 | 4  | 12 | 47 | 31 | +16 | 46 | 7.     | 3. kolo     |
| 2013/14         | Fotbalová národní liga | 2      | 30 | 10 | 7  | 13 | 32 | 32 | 0   | 37 | 11.    | 3. kolo     |
| 2014/15         | Fotbalová národní liga | 2      | 30 | 12 | 9  | 9  | 37 | 34 | +3  | 45 | 8.     | 3. kolo     |
| 2015/16         | Fotbalová národní liga | 2      | 28 | 10 | 8  | 10 | 29 | 29 | 0   | 38 | 6.     | Osmifinále  |
| 2016/17         | Fortuna národní liga   | 2      | 30 | 10 | 9  | 11 | 31 | 33 | −2  | 39 | 7.     | 3. kolo     |
| 2017/18         | Fortuna národní liga   | 2      | 30 | 16 | 3  | 11 | 44 | 30 | +14 | 51 | 3.     | 2. kolo     |
| 2018/19         | Fortuna:Národní liga   | 2      | 30 | 11 | 11 | 8  | 45 | 34 | +11 | 44 | 7.     | 3. kolo     |
| 2019/20         | Fortuna:Národní liga   | 2      | 30 | 22 | 4  | 4  | 55 | 19 | +36 | 70 | 1.     | 2. kolo     |
| 2020/21         | Fortuna:Liga           | 1      | 34 | 15 | 7  | 12 | 41 | 42 | -1  | 52 | 7.     | 1. kolo     |
| 2021/22         | Fortuna:Liga           | 1      | 35 | 9  | 10 | 16 | 42 | 68 | -26 | 37 | 11.    | 3. kolo     |
| 2022/23         | Fortuna:Liga           | 1      | 35 | 11 | 4  | 20 | 38 | 63 | -25 | 37 | 14.    | 2. kolo     |
| 2023/24         | Fortuna:Liga           | 1      | 35 | 11 | 7  | 17 | 39 | 47 | -8  | 40 | 12.    | 3. kolo     |
| 2024/25         | Chance Liga            | 1      |    |    |    |    |    |    |     |    | 15.    | Osmifinále  |

## Soupiska
| #  | Pozice | Hráč              |
| -- | ------ | ----------------- |
| 1  | B      | Jáchym Šerák      |
| 3  | O      | Louis Lurvink     |
| 4  | O      | David Šimek       |
| 7  | Z      | Kamil Vacek       |
| 8  | Ú      | Vojtěch Patrák    |
| 9  | Ú      | Elmedin Rama      |
| 10 | Z      | Laurent Kissiedou |
| 12 | O      | Jan Trédl         |
| 13 | B      | Jan Stejskal      |
| 15 | Z      | Denis Darmovzal   |
| 17 | Ú      | Ladislav Krobot   |
| 18 | Z      | Štěpán Míšek      |
| 19 | O      | Dominik Mašek     |
| 20 | Z      | Dominique Simon   |
| 21 | Ú      | Daniel Pandula    |
| 22 | B      | Matěj Šimůnek     |

| #  | Pozice | Hráč            |
| -- | ------ | --------------- |
| 23 | O      | Michal Surzyn   |
| 24 | Z      | Tomáš Solil     |
| 25 | O      | Ryan Mahuta     |
| 26 | O      | Samuel Šimek    |
| 27 | Z      | Vojtěch Sychra  |
| 28 | Ú      | Abdullahi Tanko |
| 29 | Ú      | Filip Brdička   |
| 30 | Z      | Marek Halda     |
| 31 | Z      | Milan Lexa      |
| 32 | O      | Mikuláš Konečný |
| 34 | Z      | Diego Zarate    |
| 39 | Ú      | Denis Alijagić  |
| 43 | O      | Jason Noslin    |
| 44 | Z      | Simon Bammens   |
| 77 | Ú      | Robi Saarma     |
|    | Z      | Bernardo Rosa   |

### Změny v kádru v letním přestupovém období 2025–2026
| Příchody |           |                 |     |                            |                    |
| Poz.     | Nár.      | Hráč            | Věk | Odkud přišel               | Typ                |
| B        | Česko     | Jáchym Šerák    | 24  | MFK Chrudim                | přestup            |
| B        | Slovensko | Viktor Budinský | 32  | MFK Zemplín Michalovce     | návrat z hostování |
| Z        | Česko     | Denis Darmovzal | 24  | MFK Chrudim                | návrat z hostování |
| Z        | Brazílie  | Bernardo Rosa   | 24  | FC Sellier & Bellot Vlašim | návrat z hostování |
| O        | Česko     | Dominik Mašek   | 22  | FC Slovan Liberec          | hostování          |
| Z        | Česko     | Milan Lexa      | 20  | FC Slovan Liberec          | hostování          |
| O        | Česko     | Mikuláš Konečný | 19  | SK Slavia Praha            | hostování          |
| Z        | Belgie    | Simon Bammens   | 27  | Patro Eisden Maasmechelen  | přestup            |
| Ú        | Estonsko  | Robi Saarma     | 24  | Paide Linnameeskond        | přestup            |

| Odchody |                     |                 |     |                            |                           |
| Poz.    | Nár.                | Hráč            | Věk | Kam odešel                 | Typ                       |
| O       | Česko               | Jan Kalabiška   | 38  | FC Zlín                    | přestup                   |
| Z       | Česko               | Adam Fousek     | 31  | FK Čáslav                  | přestup                   |
| Ú       | Česko               | Pavel Černý     | 40  | MFK Chrudim                | změna hostování v přestup |
| B       | Slovensko           | Viktor Budinský | 32  | FC Baník Ostrava           | přestup                   |
| O       | Česko               | Matěj Helešic   | 28  | SFC Opava                  | změna hostování v přestup |
| B       | Česko               | Vojtěch Vorel   | 29  | AC Sparta Praha            | návrat z hostování        |
| Z       | Česko               | Filip Šancl     | 20  | SK Slavia Praha B          | návrat z hostování        |
| O       | Bosna a Hercegovina | Eldar Šehić     | 25  | FC Baník Ostrava           | návrat z hostování        |
| Z       | Česko               | Lukáš Fila      | 21  | FK Mladá Boleslav          | návrat z hostování        |
| O       | Česko               | Václav Jindra   | 19  | FC Sellier & Bellot Vlašim | hostování                 |
| Z       | USA                 | Diego Velasquez | 18  | FK Dukla Praha             | přestup                   |
| Z       | Německo             | André Leipold   | 23  | Helmond Sport              | hostování                 |
| Ú       | Nigérie             | Marzuq Yahaya   | 21  | FC Silon Táborsko          | hostování                 |

### B-tým

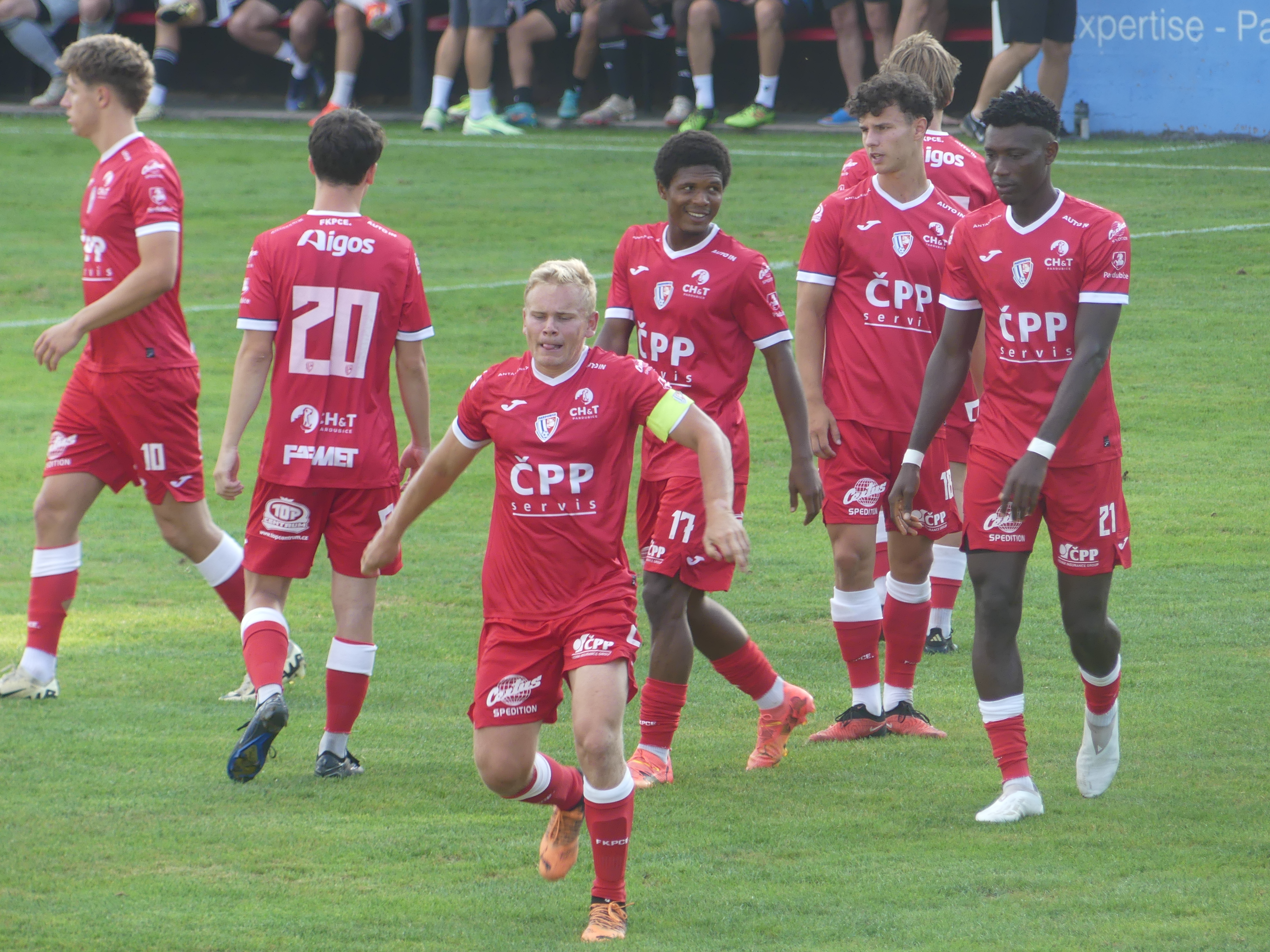
Hráči B-týmu Pardubic

Soupiska rezervního týmu, který nastupuje v ČFL 
| # | Pozice | Hráč                |
| - | ------ | ------------------- |
|   | B      | Adam Šimon          |
|   | B      | Matěj Šimůnek       |
|   | B      | Nicolas Šmíd        |
|   | O      | Enyiazu Chukwuebuka |
|   | O      | Tomáš Koukola       |
|   | O      | Bořek Procházka     |
|   | O      | Tomáš Rolenec       |
|   | O      | Ondřej Sedláček     |
|   | O      | Jakub Svatoš        |
|   | O      | Jakub Tecl          |
|   | Z      | Jan Flaška          |
|   | Z      | Marek Halda         |

| # | Pozice | Hráč                |
| - | ------ | ------------------- |
|   | Z      | Adam Lupač          |
|   | Z      | Štěpán Machů        |
|   | Z      | Štěpán Míšek        |
|   | Z      | Jan Novák           |
|   | Z      | Ayatullahi Suleiman |
|   | Z      | Diego Zarate        |
|   | Ú      | Artur Brož          |
|   | Ú      | Štěpán Miláček      |
|   | Ú      | William Mukwelle    |
|   | Ú      | Daniel Pandula      |
|   | Ú      | Martin Prokeš       |
|   | Ú      | Marzuq Yahaya       |